# 덴마크 공주 이사벨라
이사벨라 공주(덴마크어: Princess Isabella of Denmark, Countess of Monpezat, 2007년 4월 21일 ~ )는 프레데리크 10세와 덴마크 왕비 메리의 장녀이며 마르그레테 2세 여왕의 손녀이다. 2024년 현재 이사벨라 공주는 덴마크 왕위 계승서열 2위에 있다.